# Uroleucon verbesinae
Uroleucon verbesinae är en insektsart som först beskrevs av Boudreaux 1949.  Uroleucon verbesinae ingår i släktet Uroleucon och familjen långrörsbladlöss. Inga underarter finns listade i Catalogue of Life.